# Вільхова (станція метро)
55°34′15″ пн. ш. 37°26′50″ сх. д. / 55.57083° пн. ш. 37.44722° сх. д.
Вільхова (рос. Ольховая) — станція Сокольницької лінії Московського метрополітену відкрита 20 червня 2019,  у складі черги «Салар'єво» — «Комунарка». Розташована за МКАД між станціями «Прокшино» та «Комунарка» у Новомосковському адміністративному окрузі Москви. Отримала свою назву по Вільховій вулиці у сусідньому присілку Сосенки.

## Технічна характеристика
Однопрогінна станція з однією прямою острівною платформою.

## Колійний розвиток
Станція з колійним розвитком: перехресний з'їзд з боку станції «Прокшино».

## Оздоблення
Станція має один вестибюль, металева конструкція якого виконана у формі паперового літака. Конструкції у стилі оригамі прикрашають зал станції та її вестибюль, основними кольорами на станції є білий, жовтий та помаранчевий. Станція обладнана архітектурним підсвічуванням. Для оздоблення станції використані натуральні матеріали: стіни і колони — мармур, підлога — граніт.

## Вихід до міста
- На Калузьке шосе, проектований проїзд № 7029, вул. Вільхова

## Пересадки
- Автобуси: с19, 303, 398, 422, 433, 503, 508, 512, 513, 514, 515, 521, 526, 531, 577, 878, 976, 991